# Alloporus capricornis
Alloporus capricornis är en mångfotingart som först beskrevs av Carl Graf Attems 1928.  Alloporus capricornis ingår i släktet Alloporus och familjen Spirostreptidae. Inga underarter finns listade i Catalogue of Life.